# Безчастнов, Игорь Михайлович
И́горь Миха́йлович Безча́стнов (13 октября 1924, Одесса, СССР — 26 ноября 2018, Нью-Йорк, США) — советский, украинский, затем американский архитектор, художник, кандидат архитектуры, член-корреспондент Украинской академии архитектуры. Профессор, заведующий кафедрой архитектуры и градостроительства в Одесской государственной академии строительства и архитектуры.

## Биография
Игорь Михайлович Безчастнов родился в Одессе в 1924 году. Поступил в Одесский инженерно-строительный институт. Учился у Ф. А. Троупянского и М. В. Замечика, А. Б. Постеля и Т. Б. Фраермана.
Окончив институт, поступил в аспирантуру при академии архитектуры и строительства в Киеве. Тема кандидатской диссертации — «Исследование функций камня — известняка в архитектуре Одессы». Поступил ассистентом на кафедру архитектуры, а потом возглавил кафедру архитектуры и градостроительства. Также был научным руководителем НИЛЭП (Научно-исследовательская лаборатория экспериментального проектирования жилых и общественных зданий), которая подчинялась Госгражданстрою СССР. Впоследствии работал в Черноморпроекте на проектировании.
В 1990-е годы переехал на постоянное место жительства в США, и поселился в Нью-Йорке. Участник многократных художественных выставок. Скончался 26 ноября 2018 года в Нью-Йорке. Прощание прошло 29 ноября 2018 года в Coney Island Memorial Chapel.

## Избранные реализованные проекты
- Одесский Железнодорожный Вокзал
- Памятник Льву Толстому на площади Льва Толстого в Одессе
- Памятник Михаилу Томасу в сквере на Итальянском бульваре
- Порт в городе Ейске
- Порт в городе Жданове

## Рецензирование книг
- Юнаков О. Архитектор Иосиф Каракис. — Нью-Йорк: Алмаз, 2016. — 544 с. — ISBN 978-1-68082-000-3[1].

## Ученики
Среди учеников: Юрий Письмак.

## Семья
- Прадед — Фёдор Осипович Гайдуков (1839—1932) — инженер-строитель, подрядчик, купец;
- Дед — Михаил Федорович Безчастнов — архитектор, городской архитектор Одессы;
- Отец — Михаил Михайлович Безчастнов — архитектор;
- Сын — Михаил Игоревич Безчастнов — архитектор, художник, сценарист, режиссёр;
- Внук — Андрей Михайлович Безчастнов — архитектор.

## Отзывы
Архитектор В. И. Ежов (академик архитектуры, главный архитектор Киева 1981—1987 гг.) в своей книге вспоминает:

Особенно теплые чувства дружбы я питал к Игорю Безчастному — потомственному одесситу, эрудированному человеку и профессионалу, глубоко знающему историю города, его застройку и памятники архитектуры, ну и конечно, тонкому юмористу